# هغستون (باكينجهامشير)
هغستون (بالإنجليزية: Hoggeston)‏ هي قرية وأبرشية مدنية تقع في المملكة المتحدة في إنجلترا. يقدر عدد سكانها بـ 104 نسمة .